# Domingo de Prusia

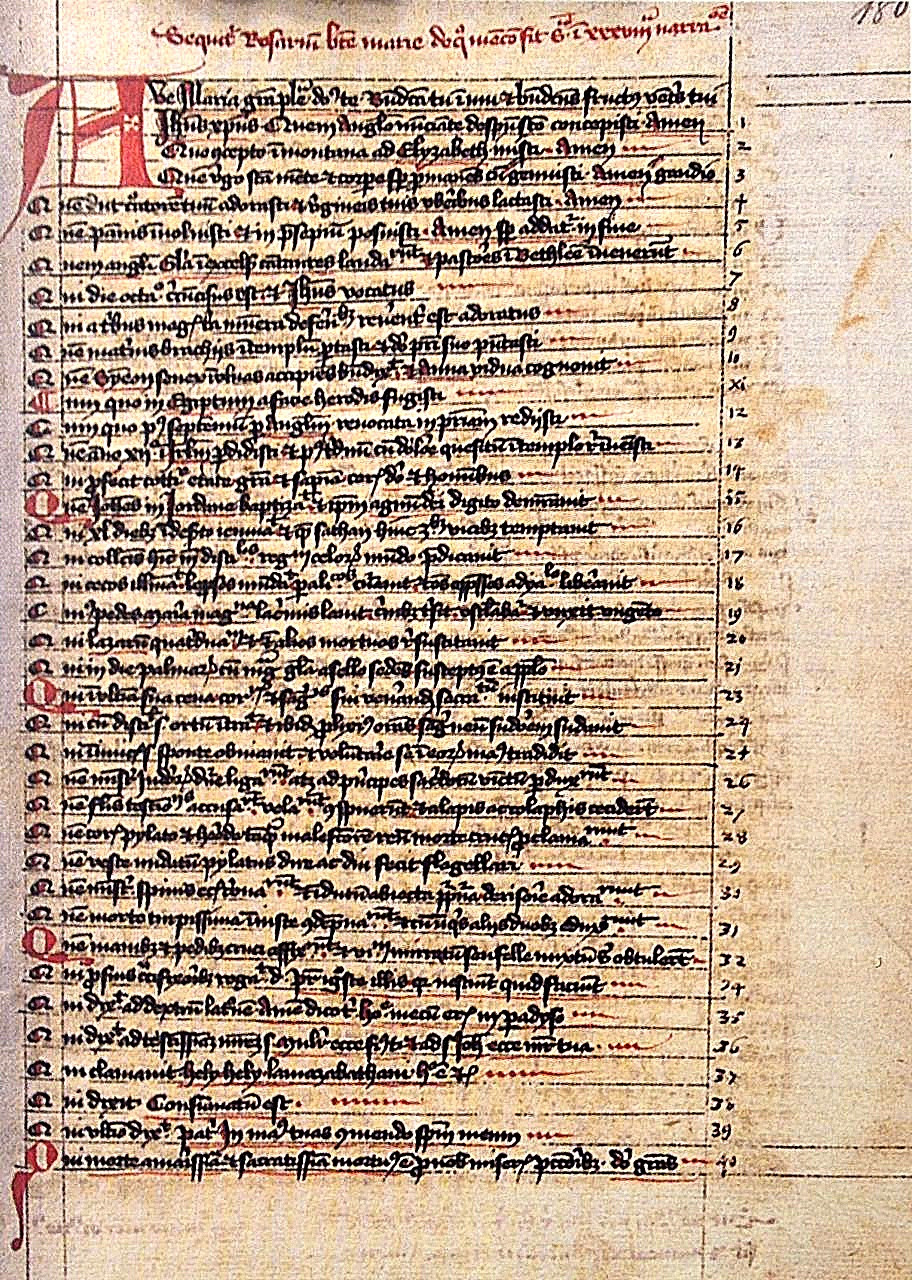
Clausules de Domingo de Prusia, manuscrito de Trèves Archives, hacia 1410.

Domingo de Prusia (Danzig, Prusia, 1384-Saint Albán, Trier, Alemania, 21 de diciembre de 1460) o Domingo de Helión fue un monje católico cartujo. Escribió algunas obras espirituales y le dio la forma actual al rezo del santo rosario.

## Primeros años
Domingo, fue hijo de un pescador. A los 11 años inicia al servicio de un predicador que lo instruyó. Ingresó a la Universidad de Cracovia. Se convirtió en maestro y escribano, en varios lugares como Görlitz, Gnesen, Praga y Heidelberg.

## Monje Cartujo
En 1409 ingresó al convento cartujo de Saint Albán en Tréveris, que pertenecía a la orden de la Cartuja. (Los monjes cartujos viven en habitaciones independientes que constan de un taller, una pequeña biblioteca, una celda y un huerto).
En 1415, Aldolfo Essen fundó la Cartuja de Marienfloss, en Sierck-leslBains, Francia,  con el apoyo del duque de Lorena, Carlos II y su esposa Margarita de Wittelsblach (1376 -1434) hija de Roberto de Wittelsbach, conde palatino del Rin, donde Adolfo fue el prior y Domingo se convierte en subprioir.
En 1419 la duquesa es abandonada por el duque, y abrazó la vida religiosa y se trasladó a la cartuja. Margarita se convierte en promotora del rezo del rosario. Adolfo y Domingo se fueron en 1421 a Tréveris.

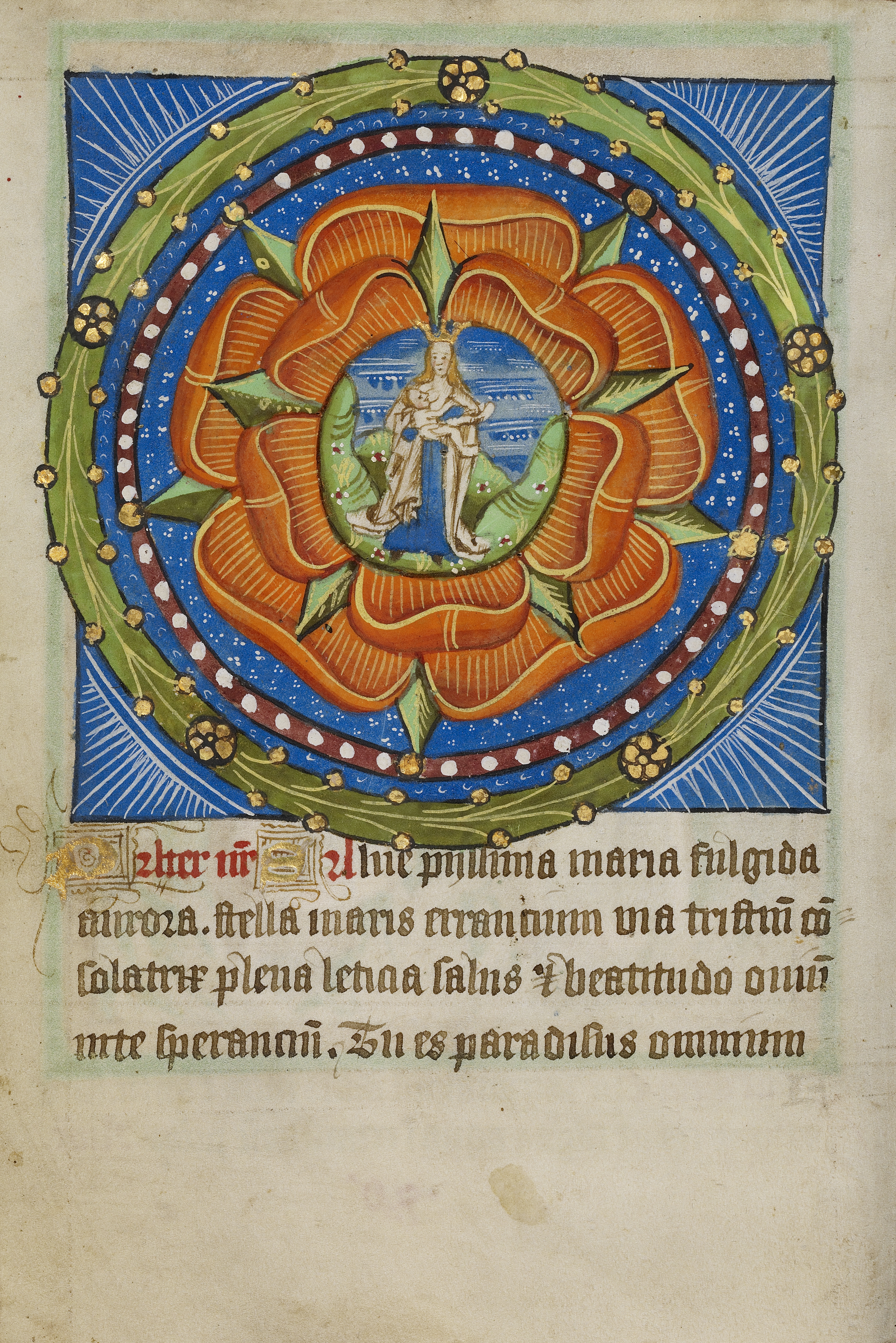
Manuscrito del siglo xv con dos páginas en el Rosario, con un prefacio cartujos Trier y agradecimientos a: Rosa mística, el corazón de la nodriza de color rosa Vírgenes, Virgo Lactans : Getty Museum, Vita Christi suplemento devocional.

## El rosario
El rosario dominico y cartujo eran diferentes. Es con la Orden de los Cartujos cuando vino a aparecer antes de ser difundida por toda la iglesia. Si bien es cierto que la primera parte del Ave María es muy antigua, la segunda parte es más reciente. De hecho, la parte “Santa María, ruega por nosotros” aparece por primera vez en el breviario cartujo en los años posteriores a 1200. En breviarios cartujos posteriores la fórmula evoluciona y se convierte en “ruega por nosotros pecadores, amén”. Finalmente, en 1350, también en un breviario cartujo figura: “ahora, y en la hora en la muerte, amén. 

Domingo de Prusia recomendó, finalmente, una oración mariana para terminar su rosario.
¡Oh, Inmaculada!, siempre bendita y excelsa Virgen María, Madre de Dios; ¡Oh!, Templo de Dios, el más hermoso de todos los templos; ¡Oh!, Puerta del Reino Celestial, por medio de quien el mundo entero ha sido salvado, tiende hacia mí tu misericordiosa escucha y sé mi dulce protectora, pues soy un pobre y miserable pecador; sé mi ayuda en todas mis necesidades. Amén.
El rosario cartujo no estaba dividido en cinco misterios, sino que cada Ave María estaba consagrada a un misterio particular de la vida de Cristo e inserta en cada una de las 50 Ave María, una serie de 50 cláusulas o saludos a fin de otorgarle a la oración una culminación trinitaria y doxológica, (cada uno de los 50 saludos pueden ser consultados en la referencia 1, “solitarios en silencio”). 

En 1429 Adolfo Essen recibió tuvo una visión, que según su propia versión dice: 
“La Virgen estaba rodeada por toda la corte celestial. Este le cantó el Rosario, con las cláusulas de Santo Domingo. En el nombre de María , todos inclinaron la cabeza; al de Jesús, doblaron la rodilla; finalmente, terminaron el canto de las cláusulas con un Aleluya. Todos ellos dieron gran agradecimiento a Dios por todos los frutos espirituales producidos por este rezo, y pidieron a Dios que concediera a quienes así rezaran el Rosario la gracia de gran provecho para su avance interior.
Domingo se convierte en asesor del príncipe-arzobispo Othón de Ziegenheim. Propuso a los fieles una forma de Salterio Mariano, en el que sólo había 50 avemarías, pero cada uno de las avemarías era seguido por una alusión verbal a un pasaje evangélico, como una jaculatoria final. A Domingo se le atribuye la práctica de la meditación durante el rezo de las Avemarías, que él llamó el "Rosario de la Vida de Jesús".
El ejemplo del cartujo tuvo gran éxito y de este modo proliferaron muchos salterios de este tipo. Las referencias al Evangelio finales fueron sumamente numerosas, hasta llegar a unas 300, según las regiones y las devociones más queridas. Los cartujos abandonaron Marienfloss en 1431.  
En 1434 y 1435, fue maestro de novicios de la Cartuja de San Miguel de Mainz. En 1439 fue el sucesor de Adolfo de Essen como prior de la Cartuja. Murió en el convento Cartujo.

## Obra
Aunque el rezo del Rosario se atribuye a Santo Domingo de Guzmán, no existen evidencias documentales de sus siete primeros biógrafos. Tampoco lo hubo de los testigos del proceso de canonización, realizado en 1233. La leyenda surge siglos después y la confusión es porque ambos nombres son "Domingo", y ambos marianos. La estructura de Rosario en si pues es obra de Domingo de Prusia y su difusión de los monjes Cartujos.  
Escribió otras obras de teología en latín y material biográfico que da muchos detalles de la vida monástica en la Cartuja de Tréveris. 
El uso de las cláusulas, es producto de la obra de Domingo de Prusia.